# 롯카쿠 사다요리
롯카쿠 사다요리(일본어: 六角定頼, 1495년 ~ 1552년)는 일본 센고쿠 시대에 활약한 남 오미의 센고쿠 다이묘이다.

## 생애
메이오 4년(1495년), 롯카쿠 다카요리(六角高頼)의 차남으로 태어났다. 에이쇼 원년(1504년), 교토의 쇼코쿠지(相国寺)에 승려로 들어갔다. 그러나 형 롯카쿠 우지쓰나(六角氏綱)가 에이쇼 3년(1506년)에 호소카와 가문의 전투에서 중상을 입어 에이쇼 15년(1518년)에 요절하였기 때문에, 사다요리가 환속하여 가독을 상속하게 되었다.
그 뒤, 제 10대 쇼군 아시카가 요시타네(足利義稙)의 근시로서 호소카와 마사카타(細川政賢)를 무찌르는 무공을 올렸다. 후에 요시타네가 추방당하자 호소카와 다카쿠니(細川高国)와 함께 제 12대 쇼군 아시카가 요시하루(足利義晴)를 옹립하는 데 크게 공헌하여, 그 공적으로 덴분 15년(1546년)에 간레이 대리(管領代)에 임명되고 종사위하에 서임되었다.
또한, 아시카가 쇼군 가문을 등에 업고 중앙정치에 개입하여 미요시 나가요시(三好長慶)에게 대항하였다(에구치 전투(江口の戦い)). 또한, 북 오미의 영주 아자이 히사마사(浅井久政)가 가신단을 제대로 통솔하지 못하고 있는 틈새를 노리고 침공하여, 사실상 아자이 가문을 종속하에 두는 등, 롯카쿠 가문의 전성기를 쌓아올렸다.
덴분 21년(1552년) 1월 2일 사망하였다. 항년 58세. 후계자는 적남 롯카쿠 요시카타(六角義賢).

## 인물
- 내정에도 뛰어난 수완을 발휘하여, 여러 선진적인 정책을 실시하였다. 일본의 문헌상 최초로 가신들을 본거지인 간논지 성으로 모아들이기 위하여 가신단의 성을 폐성하라는 명을 내렸다. 후세에 실시된 1국 1성령은 여기서 착안한 것이라고 한다.
- 오다 노부나가가 실시한 것으로 유명한 라쿠이치 라쿠자(楽市楽座, 규제를 완화 등의 상업 진흥책)를 창시한 것도 사다요리이다. 사다요리는 경제 발전을 위해 라쿠이치 령을 내리고 상인들을 모아서 간논지 성 일대를 대규모 상업도시까지 성장시켰다. 노부나가는 이것을 답습하여, 라쿠이치를 확대한 것이다.
- 사다요리는 여러 다이묘 가문과 혼인 관계를 맺는 외교 전략을 구사하고 쇼군의 권위를 적절히 이용하여, 당시의 중앙정치를 좌우할 수 있는 정도의 세력을 손에 넣었다.

| 전임 롯카쿠 우지쓰나 | 제14대 롯카쿠 가문 당주 1518년 ~ 1552년 | 후임 롯카쿠 요시카타 |